# Лабораторії Белла
Лабораторії Белла (англ. Bell Laboratories, скорочено Bell Labs, колишні назви AT&T Bell Laboratories, Bell Telephone Laboratories) — в минулому американська корпорація, створена 1925 р. шляхом злиття та централізації науково-дослідних відділів компаній AT&T і Western Electric. З 1996 р. — дослідницький підрозділ Lucent Technologies. Великий дослідницький центр в царині телекомунікацій, електронних та комп'ютерних систем.
Провідний принцип лабораторій полягає у тому, що інновації є результатом постійної взаємодії між фундаментальними та прикладними дослідженнями та між технологами та відповідальними за маркетингове та бізнес-управління.
1 грудня 2006 Lucent Technologies у результаті злиття з французькою компанією Alcatel перетворилася на Alcatel-Lucent, а Лабораторії Белла стала дослідницьким центром корпорації Alcatel-Lucent.
У 2008 році було оголошено про згортання фундаментальних наукових досліджень у галузі матеріалознавства і фізики напівпровідників. Замість цього діяльність дослідницького центру сконцентрувалася на технологіях, що представляють для материнської компанії Alcatel-Lucent найбільший комерційний інтерес.
14 січня 2016 р. Лабораторії Белла у складі Alcatel-Lucent стала частиною Nokia.

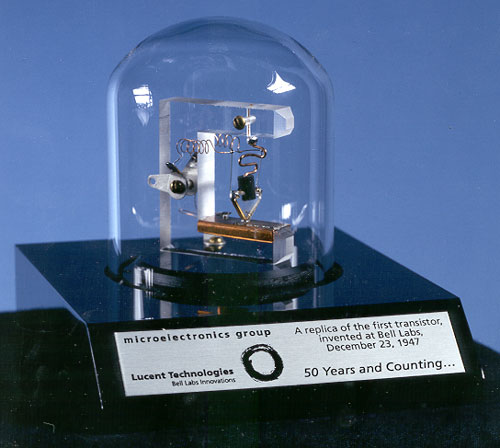
Перший транзистор

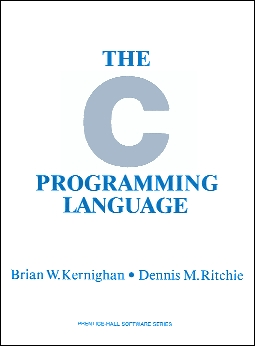
Обкладинка першої книги з мови програмування C

## Історія компанії
Лабораторії Белла визначили розвиток багатьох галузей сучасної науки та техніки — від засобів зв'язку до кіно та телебачення, від авіації до освоєння космосу.
У 20-30 р.р. ХХ ст. дослідники лабораторій «дали звук» кіноіндустрії, продемонстрували далеку телевізійну передачу та електричний цифровий комп'ютер. Два винаходи цифрового століття — транзистор і теорія інформації — дітища досліджень Лабораторій Белла у 40-х роках. Фотоелемент, концепція лазера, супутниковий зв'язок — усе це в числі інших важливих внесків лабораторій у період між 1950 та 1960 роками.
З 1925 року одинадцять дослідників Лабораторій Белла стали лауреатами Нобелівської премії, шістнадцять вчених і інженерів удостоїлися медалей за розвиток науки і техніки. Усього ж на рахунку Bell Labs понад тридцять тисяч винаходів (це більш ніж три патенти за кожні два робочі дні).
У 1962—1985 роках директором компанії був Макс Вернон Метьюз — піонер комп'ютерної музики та творець першої в світі музичної комп'ютерної програми.
У 1962 році фізик Джон Ларі Келлі-молодший створив за допомогою комп'ютера IBM 704 одне з найвідоміших досягнень в історії Лабораторій Белла — синтезатор мови. Вважається, що саме це досягнення відображене в романі «Космічна Одіссея» Артура Кларка (HAL 9000).
У Лабораторіях Белла були створені операційні системи Unix, Plan 9 і Inferno, мови програмування C та C++.
Як науково-дослідний центр Lucent Technologies, Bell Labs зробила для розвитку зв'язку більше, ніж будь-яка інша компанія, що займається дослідницькою і конструкторською діяльністю. Це дозволило Lucent Technologies досягти високих рівнів системної надійності в устаткуванні.

## Найвідоміші розробки
- 1933 — Карл Янський відкрив радіохвилі, що йдуть з центру галактики (початок радіоастрономії).
- 1947 — винайдено транзистор. В 1956 році Джон Бардін, Вільям Бредфорд Шоклі і Волтер Гаузер Браттейн отримали за це Нобелівську премію з фізики.
- 1948 — Клод Шеннон опублікував статтю англ. «A Mathematical Theory of Communication», одну з основних робіт із теорії інформації.
- 1954 — у Bell Labs створені перші практичні фотоелементи.
- У 1970-х Браян Керніган, Денніс Рітчі і Кен Томпсон розробили перші версії операційної системи UNIX та мови C.
- У 1980-х Б'ярн Страуструп розробив мову C++.
- З кінця 1980-х — початку 1990-х розробляється перспективна експериментальна операційна система Plan 9.
- Розробка мови програмування AMPL.